# Teodora da Cazária
Teodora da Cazária foi uma imperatriz-consorte bizantina, esposa de Justiniano II. Ela era irmã de Busir, o grão-cã dos cazares. Não se sabe qual o grau de parentesco de Teodora com os demais governantes cazares como Bihar, o pai da futura imperatriz Irene da Cazária (Tzitzak).

## Casamento
Justiniano II ascendeu ao trono pela primeira vez em 685. Dez anos depois, ele foi deposto por um golpe de estado comandado pelo estratego Leôncio, que cortou-lhe a língua e o nariz e o exilou em Quersoneso, na Crimeia.
Justiniano permaneceu em Quersoneso por cerca de sete anos, aparentemente em paz. Porém, rumores de que o imperador deposto estaria conspirando para voltar ao trono chegaram aos ouvidos das autoridades locais por volta de 702. Eles decidiram então prendê-lo e enviá-lo para Constantinopla para que o imperador Tibério III lidasse com ele. Justiniano escapou e se refugiou na corte do grão-cã dos cazares Busir.
Bem recebido, Justiniano formou um laço familiar com Busir se casando com sua irmã, cujo nome original não se conhece, em 703. Teodora foi o nome que ela adotou depois de ser batizada e se converter ao cristianismo, um nome que foi escolhido provavelmente para lembrar Teodora, a esposa de Justiniano I. Busir presenteou o casal com dinheiro e uma casa em Fanagoria.
Tibério eventualmente soube da nova aliança e subornou Busir para que ele lhe entregasse a cabeça de Justiniano. De acordo com o cronista Teófanes, o Confessor, por volta de 704, Busir enviou dois agentes para assassinarem seu cunhado, Balgitzin e Papatzys. Teodora soube da missão e avisou o marido, que estrangulou os dois e fugiu num barco de pesca de volta para Quersoneso. Teodora foi deixada aos cuidados do irmão e o único filho conhecido dos dois, Tibério, teria nascido em algum momento depois da separação dos pais, o que indica que Teodora estava grávida antes da fuga de Justiniano.

## Imperatriz
Em 705, Justiniano formou uma nova aliança, desta vez com Tervel da Bulgária. Com um exército de 15 000 cavaleiros fornecidos pelo cã búlgaro, Justiniano marchou subitamente para Constantinopla e conseguiu invadir a cidade. Ele depôs Tibério III e ascendeu novamente ao trono. Teodora se tornou a nova imperatriz-consorte bizantina, mas ainda estava com o irmão.
De acordo com Teófanes e com o Chronographikon syntomon, do patriarca Nicéforo I de Constantinopla, Justiniano planejava tomar a esposa de volta à força. Em 705-706, um destacamento da marinha bizantina foi enviado para o mar de Azov com a missão de escoltar Teodora de volta para o marido. Porém, a frota foi completamente destruída por uma tempestade antes de chegar ao destino.
Busir então escreveu para o cunhado e o informou que não era necessário usar a força. Teodora poderia partir assim que emissários chegassem para escoltá-la. De acordo com Teófanes, Busir também informou a Justiniano que ele agora tinha um filho, Tibério. Teofilacto, um cubiculário, foi enviado para buscar a família imperial e Teodora chegou à capital sem novos incidentes, sendo imediatamente coroada augusta. Tibério foi nomeado co-imperador para assegurar sua sucessão.

## Deposição
Durante o seu segundo reinado, Justiniano se mostraria impiedoso em sua vingança contra os aliados de Leôncio e Tibério III. O crescente descontentamento com a dureza de seu governo levaria a novos conflitos pelo trono. Em 711, uma nova revolta se iniciou em Quersoneso sob o comando do exilado general Vardanes, que mudou o nome para Filípico, e de Busir.
Justiniano estava ausente na Armênia quando a revolta começou e não conseguiu retornar em tempo para a capital para defendê-la. Ele foi preso e executado antes de entrar em Constantinopla em dezembro de 711 e sua cabeça foi enviada para Filípico como um troféu. Ao saber da notícia da morte do filho, Anastácia correu com Tibério, o co-imperador de apenas seis anos e seu neto, para a Igreja de Santa Maria de Blaquerna e pediu santuário, mas foi perseguida pelos asseclas de Filípico, que arrastaram a criança do altar e, do lado de fora da igreja, o assassinaram, erradicando assim a linhagem de Heráclio.
Se Teodora ainda estava viva durante os eventos, não se sabe. Teófanes e Nicéforo não a mencionam em seus relatos. João Zonaras presume que ela já estaria morta, mas ele escreveu quatro séculos depois dos eventos e a acuracidade de seu relato é discutível. Ao contrário de outras imperatrizes, não há menção de onde e quando ela foi sepultada e a causa de sua morte é também desconhecida.

## Filhos
Teodora e Justiniano II tiveram apenas um filho conhecido:
- Tibério (c. 705 - dezembro de 711), co-imperador de 706 até a morte. Executado por ordem de Filípico.